# Lucius Pomponius Silvanus
Lucius Pomponius Silvanus war ein im 2. Jahrhundert n. Chr. lebender römischer Politiker.
Durch die Arvalakten ist belegt, dass Silvanus 121 zusammen mit Titus Pomponius Antistianus Funisulanus Vettonianus Suffektkonsul war; die beiden Konsuln übten ihr Amt von Mai bis Juni aus.